# Ferdinand Oetker
Carl Ferdinand Oetker (* 3. Oktober 1972 in München) ist ein deutscher Unternehmer und Sohn von Rudolf-August Oetker und Maja Oetker.

## Leben
Oetker wurde 1972 in München geboren, lebt seitdem in Bielefeld, der Heimatstadt der Familie Oetker.
Er studierte an der Brown University in den USA.
Als Urenkel des Gründers des Bielefelder Unternehmens Dr. August Oetker KG war Ferdinand Oetker bis Oktober 2021 einer von acht Gesellschaftern der Oetker-Gruppe. Im Zuge der Teilung der Oetker-Gruppe, welche seit dem 1. November 2021 wirksam ist, wurde er geschäftsführender Gesellschafter der neu gegründeten Geschwister Oetker Beteiligungen KG.
Er ist seit 2008 verheiratet und hat eine Tochter und einen Sohn. Er ist der Schwiegersohn des Arztes und Radiologen Agron Lumiani.

## Beruflicher Werdegang
Seinen Berufsweg startete Ferdinand Oetker nach seinem Studium 1997 bei der Boston Consulting Group in Frankfurt am Main. Bei der familieneigenen Bankhaus Lampe KG war Oetker zwischen 2004 und 2015 in verschiedenen leitenden Vertriebsfunktionen tätig.
Von 2015 bis 2016 war er Mitglied des Aufsichtsrats der Koenig & Bauer AG sowie Mitglied des Prüfungsausschusses.
Von 2009 bis September 2017 war Ferdinand Oetker Mitglied des Aufsichtsrats der STADA Arzneimittel AG und war ab 2016 Aufsichtsratsvorsitzender.
Seit 2006 ist er Geschäftsführender Gesellschafter der FO Holding GmbH.

## Dokumentation
- Deutsche Dynastien – Die Oetkers. Dokumentarfilm, Deutschland, 2010, 44 Min., ein Film von Manfred Oldenburg, Produktion: WDR, Reihe: Deutsche Dynastien, Erstausstrahlung: ARD, 15. November 2010, Online-Video und Inhaltsangabe (Memento vom 20. Januar 2011 im Internet Archive) der ARD.